# Dicliptera rhombochlamys
Dicliptera rhombochlamys är en akantusväxtart som beskrevs av Emery Clarence Leonard. Dicliptera rhombochlamys ingår i släktet Dicliptera och familjen akantusväxter. Inga underarter finns listade i Catalogue of Life.